# HIP 41378 f
HIP 41378 f, alternativt EPIC 211311380 f eller K2-93 f, är en exoplanet på ett avstånd av 336 ljusår ifrån jorden, vilken kretsar runt F-typ stjärnan HIP 41378. Forskare hyser hopp om att upptäcka en exomåne runt planeten.